# Yassine (lance-roquette)
Le lance-roquette Yassine (arabe : ياسين), également connu sous le nom de Yasin, ou Al-Yassine, est une arme antichar développée par le Hamas et utilisée pour la première fois en 2004. Il doit son nom au chef spirituel du Hamas, Cheik Ahmed Yassine, tué par Tsahal le 22 mars 2004.
Principalement utilisé par les Brigades Izz al-Din al-Qassam, il équipe également d'autres unités du Hamas à Gaza, notamment la Force exécutive  et la Police navale palestinienne. Parmi ses autres utilisateurs figurent des combattants liés au Fatah et au FPLP.
Bien que conçu comme une arme antichar, le lance-roquettes Yassine a principalement été utilisé contre des véhicules non-blindés et de l'infanterie. Il serait devenu inefficace contre le blindage amélioré des chars et transports de troupes israéliens actuels.

## Historique
Dévoilé le 30 août 2004, le Yassine aurait été développé par des ingénieurs de l'Unité de recherche et de l'industrie du Hamas, dirigée par Adnan al-Ghoul, qui est tué à Gaza par Tsahal le 22 octobre 2004.
Utilisé pour la première fois contre des soldats israéliens et des policiers palestiniens en 2005, il voit sa production accélérée après la guerre du Liban de 2006, en prévision d'un conflit armé avec Israël. On fait ensuite état de son utilisation pendant le conflit Fatah-Hamas de 2006, contre les forces israéliennes dans la bande de Gaza, ainsi qu'à Beit Lahiya. Plus tard, le 14 août 2007, le Hamas rapporte avoir tiré une roquette Yassine sur un char israélien à Khan Younès. Les officiers de la police navale du Hamas auraient aussi été formés à son utilisation pendant la guerre de Gaza de 2008-2009.
En 2018, les renseignements israéliens affirment que des roquettes Yassine ont été converties en EEI installés sur des ballons, car elles auraient été rendues obsolètes dans leur rôle initial par les améliorations apportées au blindage des véhicules militaires israéliens.
Lors de la guerre à Gaza, une version de la roquette Yassine à charge tandem, la Yassine 105 est utilisée par les différents groupes palestiniens de la Bande de Gaza et montre son efficacité contre les chars et les véhicules blindés israéliens 

## Conception

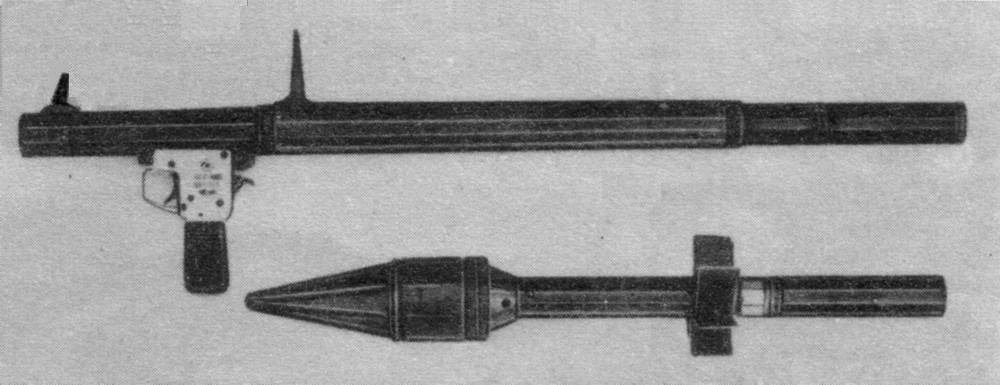
Un lance-roquette RPG-2 et sa munition PG-2.

La conception du lance-roquette Yassine, fabriqué à Gaza, a été influencée par les RPG-2 et RPG-7. Du premier, il reprend le design du tube du lanceur, ainsi que la forme externe de l'ogive et son moteur, qui sont très simples. Du second, il reprend l'ogive améliorée et le déflecteur de souffle en forme de cône à l'arrière du lanceur, servant à réduire le recul généré par le tir de la roquette, d'ailleurs dotée d'un propulseur étendant sa portée,.
Les lance-roquettes Yassine auraient été fabriqués dans de petits ateliers souterrains, situés sous l'enclave palestinienne de Gaza. Les ogives comportent une charge explosive, probablement faite à base de TNT fondu et de nitrate d'ammonium en poudre. Bien qu'il ait une portée effective revendiquée de 300 mètres, le Centre de renseignement et d'information sur le terrorisme (ITIC) israélien suggère que la portée effective du lance-roquette serait plutôt de 200 à 250 mètres.

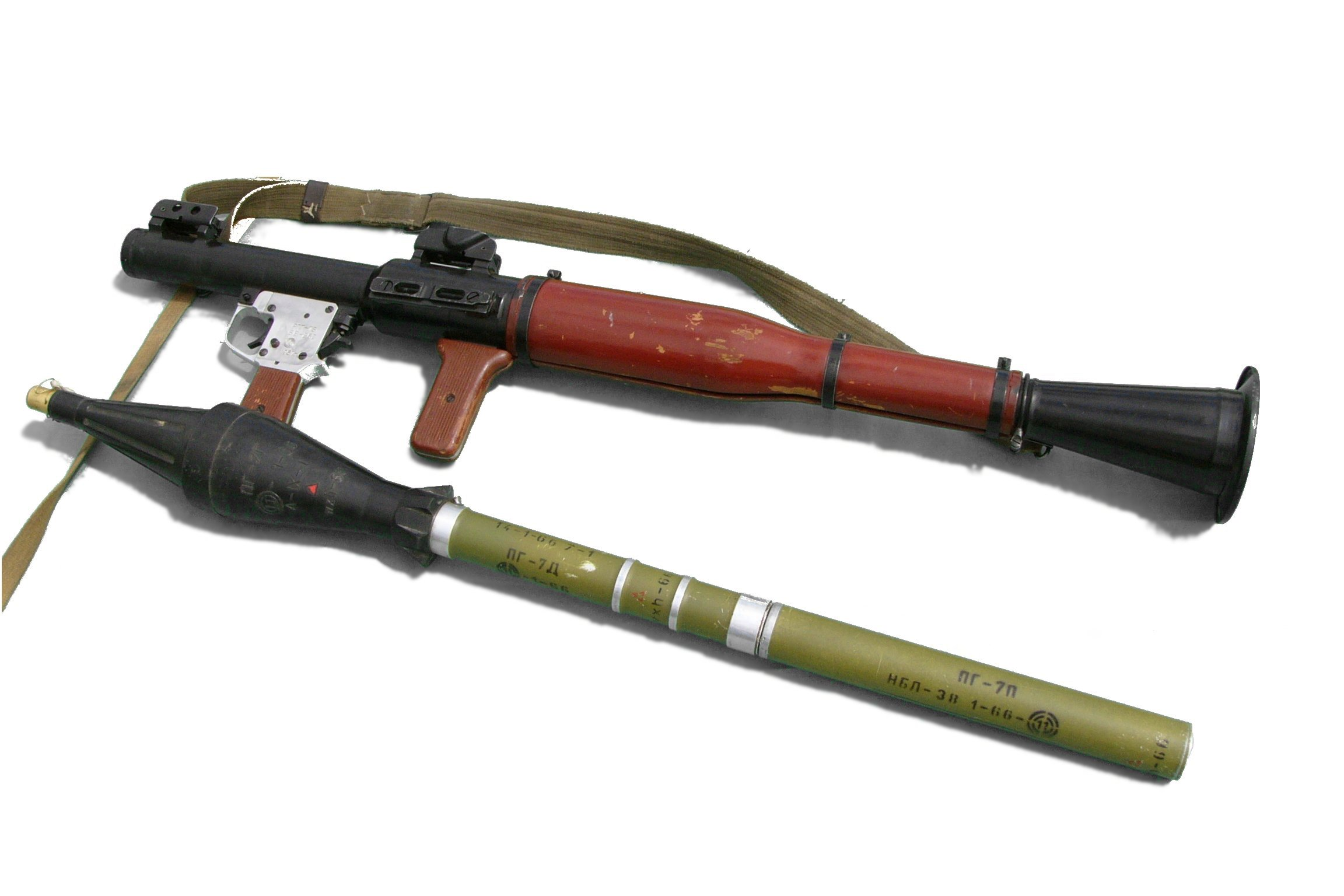
Un lance-roquette RPG-7 et sa munition PG-7.

D'après des combattants du Comité de résistance populaire, le Yassine aurait détruit un char israélien Merkava Mk. 3 à une date non-spécifiée, en le touchant en un « point faible ». Il est cependant plus efficace en combat urbain, puisqu'il peut détruire des murs de brique et pénétrer un blindage en acier de 21 cm d'épaisseur depuis une distance de 150 mètres (l'ITIC évoque plutôt une épaisseur maximale de 20 cm).
Les efforts visant à développer des lance-roquettes capables de pénétrer les dernières générations de blindage israélien ont mené, dans les années 2010, à la mise en service d'un nouveau type de roquettes baptisées « Tandem 85 », utilisant deux charges au lieu d'une et censées être plus efficaces contre le blindage réactif. Plus récemment, une version encore améliorée, la « Yassine 105 », a pour la première fois été utilisée contre des blindés israéliens, lors de la guerre à Gaza,.